# Navarro (Kalifornia)
Navarro – obszar niemunicypalny w hrabstwie Mendocino, w Kalifornii (Stany Zjednoczone), na wysokości 82 m. Znajduje się przy drodze California State Route 128.